# 273 Atropos
273 Atropos је астероид главног астероидног појаса. Приближан пречник астероида је 29,27 km,
а средња удаљеност астероида од Сунца износи 2,395 астрономских јединица (АЈ).
Инклинација (нагиб) орбите у односу на раван еклиптике је 20,443 степени, а орбитални период износи 1354,376 дана (3,708 године). Ексцентрицитет орбите астероида износи 0,159.
Апсолутна магнитуда астероида износи 10,26 а геометријски албедо 0,162.
Астероид је откривен 8. марта 1888. године.